# Mándra (Attique)
Mándra, en grec moderne : Μάνδρα, est un district municipal et une ville du dème de Mándra-Idýllia, en Attique, Grèce.
Selon le recensement de 2011, la population du district municipal compte 12 888 habitants tandis que celle de la localité s'élève à 11 327 habitants.